# Geaya femoralis
Geaya femoralis is een hooiwagen uit de familie Sclerosomatidae.